# Marie Garstang
Marie Garstang, née Marie-Louise Bergès (Seix, 5 juillet 1880 - 25 juillet 1949 peut-être à Formby), est une archéologue britannique.

## Biographie
En 1907, elle épouse l'archéologue et orientaliste britannique John Garstang et partage dès lors les travaux de terrain de son mari, notamment au Soudan, en Égypte et au Proche-Orient.
« Il est difficile de déterminer l'étendue de sa contribution au travail de son mari. Sa relation de travail avec John en était peut-être une de collaboration intellectuelle, d'intérêt mutuel et de respect. Elle est mentionnée dans les introductions aux publications de John Garstang et dans son rapport de terrain de 1934 à Jéricho, John reconnaît Mary pour son expertise dans la conservation de la céramique.
Lors de la troisième session de fouilles à Méroé (1911-1912), Marie Garstang rejoint son mari et Horst Schliephack sur le terrain de fouille. On peut la voir avec son mari examinant des fragments d'une statue dans la cuve des « Bains royaux » à Méroé en 1913. Marie Garstang est principalement responsable de l'assemblage des fragments des fouilles et de nombreuses pièces exposées au musée d'archéologie de Garstang sont le résultat de son travail.
Marie sert comme infirmière au sein du détachement d'aide volontaire pendant la Première Guerre mondiale.
Lors d'une conférence devant la Société des Antiquaires en 1947, sur son travail à Mersin, John Garstang rend publiquement hommage à sa femme pour toute l'aide qu'elle lui a apportée durant ses années de travail.
En Angleterre, Marie et John Garstang vivent à Formby, près de Liverpool, où Marie meurt en 1949. John meurt quelques années plus tard en 1956, à Beyrouth, au retour d'une croisière de vacances. John et Marie ont deux enfants, John Berges Garstang décédé en 1965, âgé de 57 ans, et, Meroe Fleming (née Garstang), décédée en 1994 à l'âge de 79 ans.